# Елішка Бучкова
Елішка Бучкова (нар. 23 липня 1989, Годонин, Чехословаччина) — переможниця конкурсу «Міс Чехія»-2008 у віці 19 років.
Елішка Бучкова представляла Чехію на конкурсі «Міс Всесвіт 2008», який проходив у Нячангу, В'єтнам 14 липня 2008 року, на якому Елішка стала півфіналісткою і посіла у підсумку 11 місце.